# Åsens kommun
Åsens kommun (norska: Åsen kommune) var en kommun i Nord-Trøndelag fylke i Norge. Kommunen omfattade den sydvästra delen av nuvarande Levangers kommun. Tätorten Åsen utgjorde kommunens centralort.

## Administrativ historik
Åsens kommun upprättades den 1 januari 1838 (som Aasen formannskapsdistrikt) när Formannskapslovene från 1837 trädde i kraft.
Den 1 januari 1962 gick Åsens kommun, tillsammans med kommunerna Frol och Skogn, upp i Levangers kommun. Kommunens hade då 1 939 invånare.